# 索馬瓦蒂亞國家公園
8°07′15″N 81°10′08″E / 8.12083°N 81.16889°E

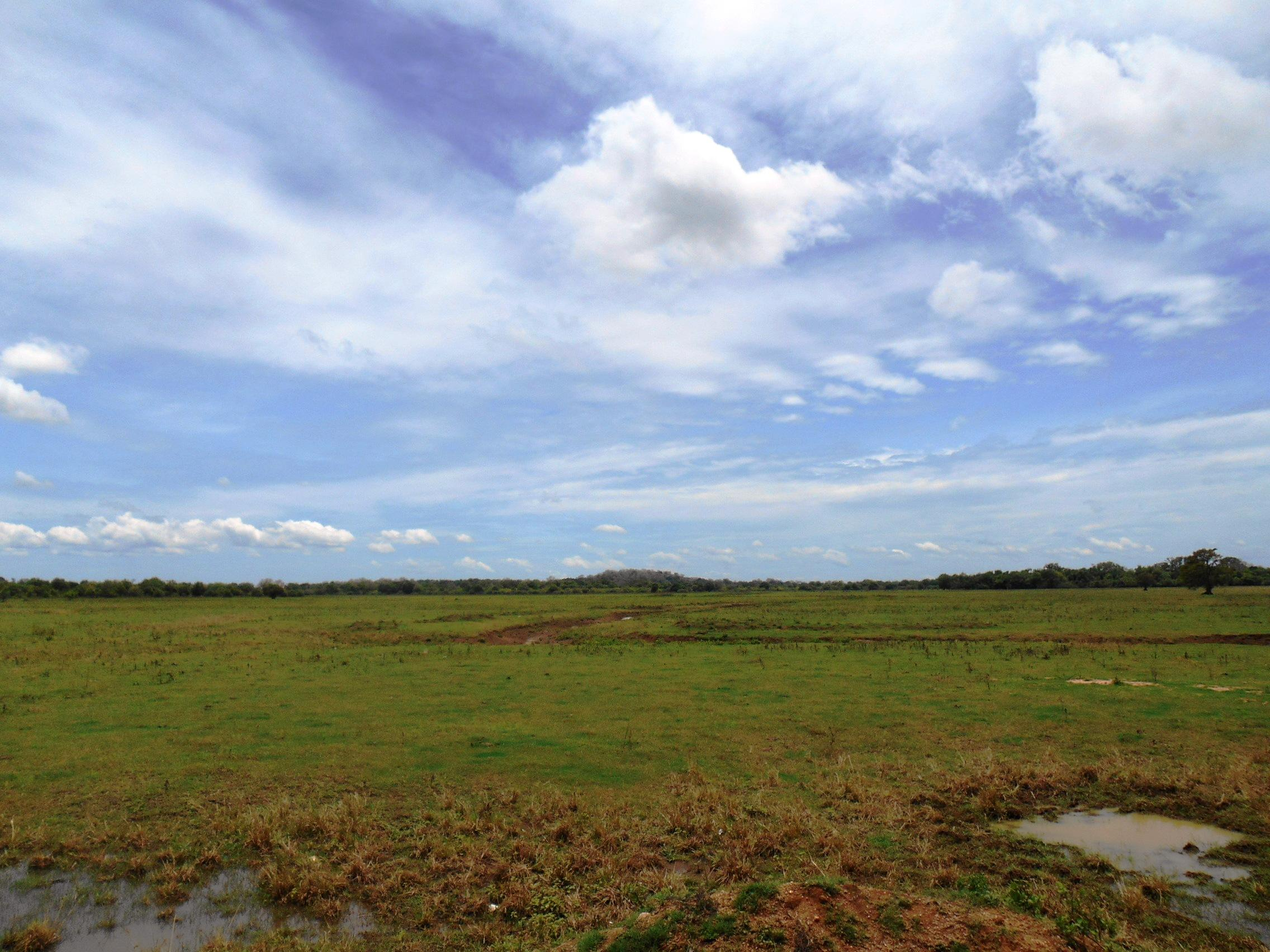

索馬瓦蒂亞國家公園是斯里蘭卡的國家公園，位於該國東部，橫跨北中省和東部省，距離首都可倫坡東北面266公里，成立於1986年9月2日，面積376平方公里。